# Мазейка
Мазе́йка — село Добринского района Липецкой области. Центр Мазейского сельсовета.
Основана либо в самом конце XVIII, либо в начале XIX века переселенцами из села Студёнки.
Поначалу Мазейка была деревней, а с 1856 года стала селом. По данным 1862 года — село казённое Мазе́йка (Студене́цкие Вы́селки) с 80 дворами.
Название пошло от гидронима Мазейка — так называется ручей, на берегах которого стоит село. По-тюркски маза означает спокойствие.
На юге к Мазейке вплотную примыкает деревня Поддубовка, а на юго-западе так же вплотную — деревня Сошки-Кривки.
В восточной части села находится молочно-товарная ферма.

## Население
| 2010 |
| ---- |
| 412  |